# 1858 w literaturze
Wydarzenia literackie w 1858 roku.

## Nowe książki
- polskie
  - Vade-mecum (cykl liryków, do 1866 r.) – Cyprian Kamil Norwid
- zagraniczne
  - Szlacheckie gniazdo – Iwan Turgieniew
  - Scenes from Clerical Life – George Eliot

## Urodzili się
- 5 stycznia – Gustaf Geijerstam, szwedzki pisarz (zm. 1909)
- 6 marca – Gustav Wied, duński pisarz, prozaik, poeta i dramaturg (zm. 1914)
- 4 kwietnia – Remy de Gourmont, francuski poeta, powieściopisarz, erudyta i krytyk literacki (zm. 1915)
- 8 maja – John Meade Falkner, angielski pisarz i poeta (zm. 1932)
- 11 maja – Carl Hauptmann, niemiecki pisarz (zm. 1921)
- 25 czerwca – Georges Courteline, francuski dramaturg i prozaik (zm. 1929)
- 1 lipca – Velma Caldwell Melville, amerykańska poetka i prozaiczka (zm. 1924)
- 5 sierpnia – Johannes Reinelt, niemiecki pisarz i poeta (zm. 1906)
- 15 sierpnia – Edith Nesbit, brytyjska pisarka i poetka (zm. 1924)
- 24 sierpnia – Wacław Sieroszewski (pseud. Wacław Sirko), polski pisarz (zm. 1945)
- 20 listopada – Selma Lagerlöf, szwedzka pisarka, noblistka (zm. 1940)
- 31 grudnia – Vincas Kudirka, litewski poeta (zm. 1899)